# Титановый насос
Титановый насос — сорбционный насос, осуществляющий поглощение ионизированных газов ионами титана и поверхностью титановых электродов при электрическом разряде. Позволяет получить предельный вакуум {\displaystyle 10^{-11}\pm 10^{-12}} мм рт. ст.
Электроразрядный титановый насос основан на использовании явлении распыления ионов титана при электрическом разряде в магнитном поле между титановым катодом и анодами. При электрическом разряде газы в камере ионизируются и поглощаются электродами. Анодом поглощаются азот и кислород, катодом поглощаются водород и инертные газы.
Ионно-сорбционный титановый насос использует явление сорбции ионизированных электронным током с раскаленного анода газов ионами титана, образующимися при испарении титана с титановых испарителей, подогреваемых электрическим током.